# Maxi Deutsch
Maxi Deutsch  (* 1966) ist eine deutsche Synchronsprecherin.

## Leben
Im Fernsehen war Maxi Deutsch 1986 in der ARD-Historienserie Christian Rother – Bankier für Preußen vom Regisseur Peter Deutsch als Magdalena von Seesen zu sehen.
Ihre Stimme war zu hören in Filmen wie Zauber eines Sommers (1995) und Alarmstufe: Rot 2 (1995) für Katherine Heigl, Mrs. Doubtfire – Das stachelige Kindermädchen (1994) für Lisa Jakub und Davor und danach (1996) als Martha Taverner.
Erste Serienrollen übernahm sie in der Comedy-Serie Parker Lewis – Der Coole von der Schule (1993–1994) als seine kleine Schwester Shelly und in der Jugend-Fantasycomedy Was ist los mit Alex Mack? (1995–1998) als Nicole Wilson. In der Serie The Tribe – Welt ohne Erwachsene (2001–2004) sprach sie die Rolle der Alice, in der 7. und 8. Staffel von Eine himmlische Familie (2003–2005) hörte man sie als Roxanne Richardson, in Boston Public (2005) als Tochter des Schuldirektors Brooke Harper und im Anime Love Hina (2007) als 'Motoko Aoyama'.

## Synchronrollen (Auswahl)

### Filme
- 1987: Für Sarah Polley in Prettykill als Karla
- 1991: Für Olivia Burnette in Die Mütter–Mannschaft als Betsy Dooley
- 1993: Für Lisa Jakub in Mrs. Doubtfire – Das stachelige Kindermädchen als Lydia „Lydie“ Hillard
- 1995: Für Katherine Heigl in Alarmstufe: Rot 2 als Sarah Ryback
- 1998: Für Rachael Stirling in Still Crazy als Claire
- 2002: Für Kristyna Lutanska in Der Lebensborn als Inge

### Serien
- 1993: Für Maia Brewton in Parker Lewis – Der Coole von der Schule als Shelly Lewis
- 1995–1998: Für Alexis Fields in Was ist los mit Alex Mack? als Nicole Wilson
- 2002–2005: Für Rachel Blanchard in Eine himmlische Familie als Roxanne Richardson
- 2005: Für China Shavers in Boston Public als Brooke Harper
- 2007: Für Yuu Asakawa in Love Hina als Motoko Aoyama